# Tiefernitzbach
Der Tiefernitzbach ist ein Bach im Bezirk Südoststeiermark in Österreich.

## Geografische Lage
Der Tiefernitzbach entsteht durch das Zusammenfließen des Ungerdorfbaches und des Lammbaches in der Ortschaft Lamm in der Gemeinde Petersdorf II. Der Bach verläuft danach durch die Ortschaften Tiefernitz und Mehlteuer in der Gemeinde Oberdorf am Hochegg sowie Kirchberg an der Raab und Berndorf in der Gemeinde Kirchberg und mündet als Grenzbach der Gemeinden Kirchberg und Oberstorcha in die Raab. 
Der Tiefernitzbach im Flusssystem der Raab ist nicht zu verwechseln mit dem Tiefernitzbach in Vasoldsberg, der in den Ferbersbach im Flusssystem der Mur mündet.
Einer Sage zufolge soll im Tiefernitzbach eine Wasserfrau wohnen.